# Фонтан Кармен Амайи
Фонтан Кармен Амайи — скульптурный фонтан, посвященный признанной королеве танца, байлаоре Кармен Амайя. Фонтан выполнен в технике Рельеф (скульптура) и расположен на Пласа-де-Бругада, в районе Барселонета в Барселоне (Испания).
Фонтан был создан скульптором Рафаэлем Солаником и инаугурирован в присутствии самой байлаоры Кармен Амайя 14 февраля 1959 года.
Выбор места обусловлен тем, что Кармен Амайя родилась и выросла в этом районе, в цыганском поселении Соморростро, на берегу моря, по соседству с казармами.
В 2011 году фонтан был отреставрирован, а его окрестности реконструированы, включая пандус для доступа от площади к набережной Пасео Маритимо.

## Описание
На фонтане изображены фигуры пятерых детей, двое по бокам играют на гитарах, а трое танцуют фламенко посередине. Нагота этих детей в свое время вызвала негодование соседского капеллана, которому Кармен Амайя ответила, что «они ангелы, а маленькие ангелы всегда ходят обнаженными». Торжественное открытие фонтана произошло одновременно с набережной Пасео Маритимо, строительство которой началось за два года до открытия фонтана.